# Epicypta scutellaris
Epicypta scutellaris är en tvåvingeart som först beskrevs av Edwards 1928.  Epicypta scutellaris ingår i släktet Epicypta och familjen svampmyggor. Inga underarter finns listade i Catalogue of Life.